# Liparis firma
Liparis firma är en orkidéart som beskrevs av Johannes Jacobus Smith. Liparis firma ingår i släktet gulyxnen, och familjen orkidéer.
Artens utbredningsområde är Sulawesi. Inga underarter finns listade i Catalogue of Life.